# 菅尾村 (大分県)
菅尾村（すがおむら）は、大分県大野郡にあった村。現在の豊後大野市の一部にあたる。

## 地理
大野川と同川支流・三重川の間に位置していた。

## 歴史
- 1889年（明治22年）4月1日、町村制の施行により、大野郡菅生村、井迫村、浅瀬村、宮野村が合併して村制施行し、菅尾村が発足[1][2]。旧村名を継承した菅生、井迫、浅瀬、宮野の4大字を編成[2]。
- 1951年（昭和26年）4月1日、大野郡三重町、百枝村、新田村と合併し、三重町が存続して廃止された[1][2]。

## 産業
- 農業、薪炭[2]